# Leimbach (Neuerburg)
Pour les articles homonymes, voir Leimbach.
Leimbach est une municipalité allemande située dans le land de Rhénanie-Palatinat et l'arrondissement d'Eifel-Bitburg-Prüm.